# Société Nationale de Radiodiffusion et de Télévision
A Société Nationale de Radiodiffusion et de Télévision ou simplesmente SNRT é uma estação de televisão de Marrocos. A televisão é membro da União Europeia de Rádiodifusão.